# Benvedsspinnmal
Benvedsspinnmal (Yponomeuta cagnagellus) är en fjärilsart som först beskrevs av Jacob Hübner 1813.  Benvedsspinnmal ingår i släktet Yponomeuta, och familjen spinnmalar. Enligt den finländska rödlistan är arten nära hotad i Finland. Arten är reproducerande i Sverige. Artens livsmiljö är parker, gårdsplaner och trädgårdar.

## Bildgalleri

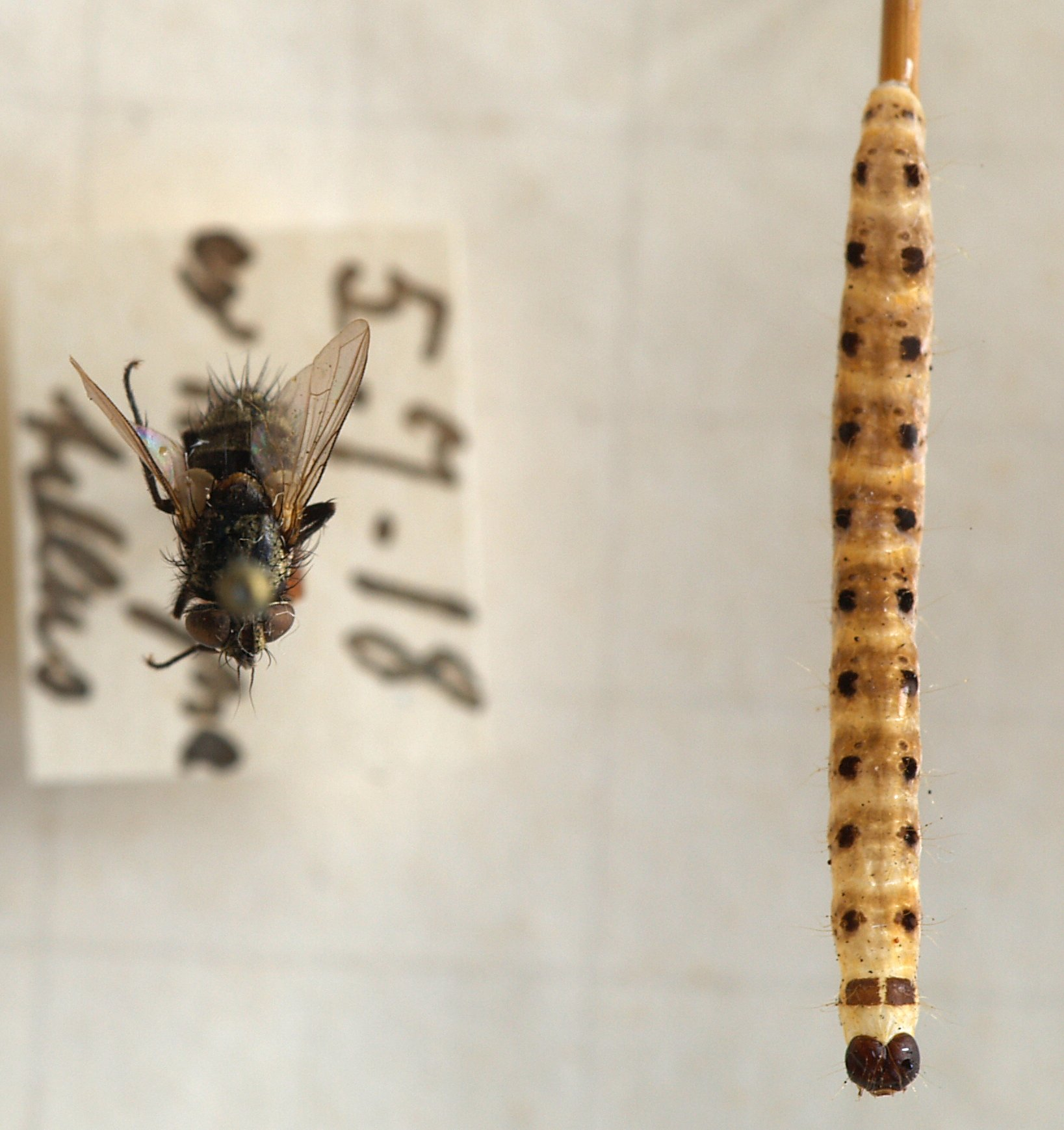
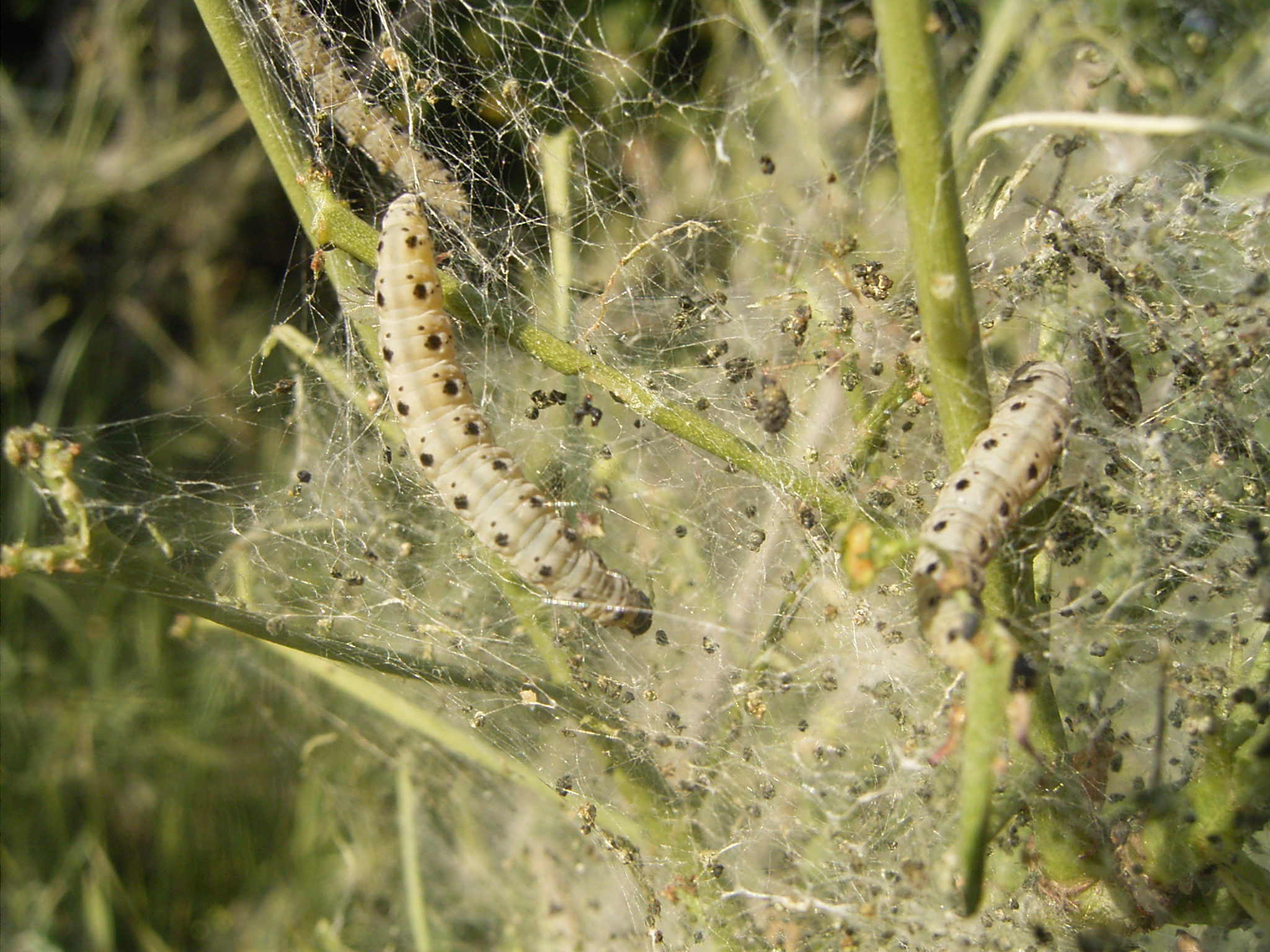
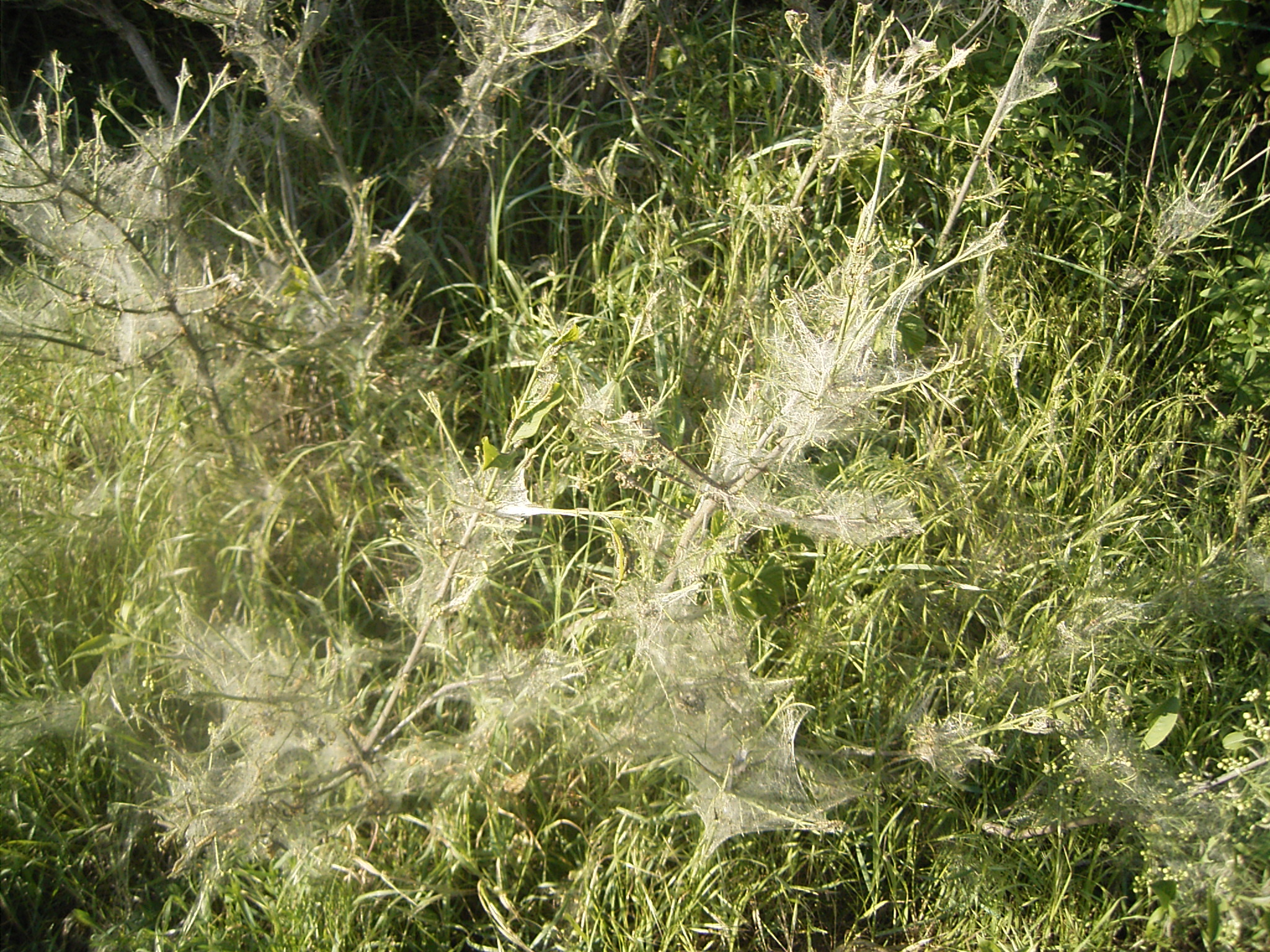
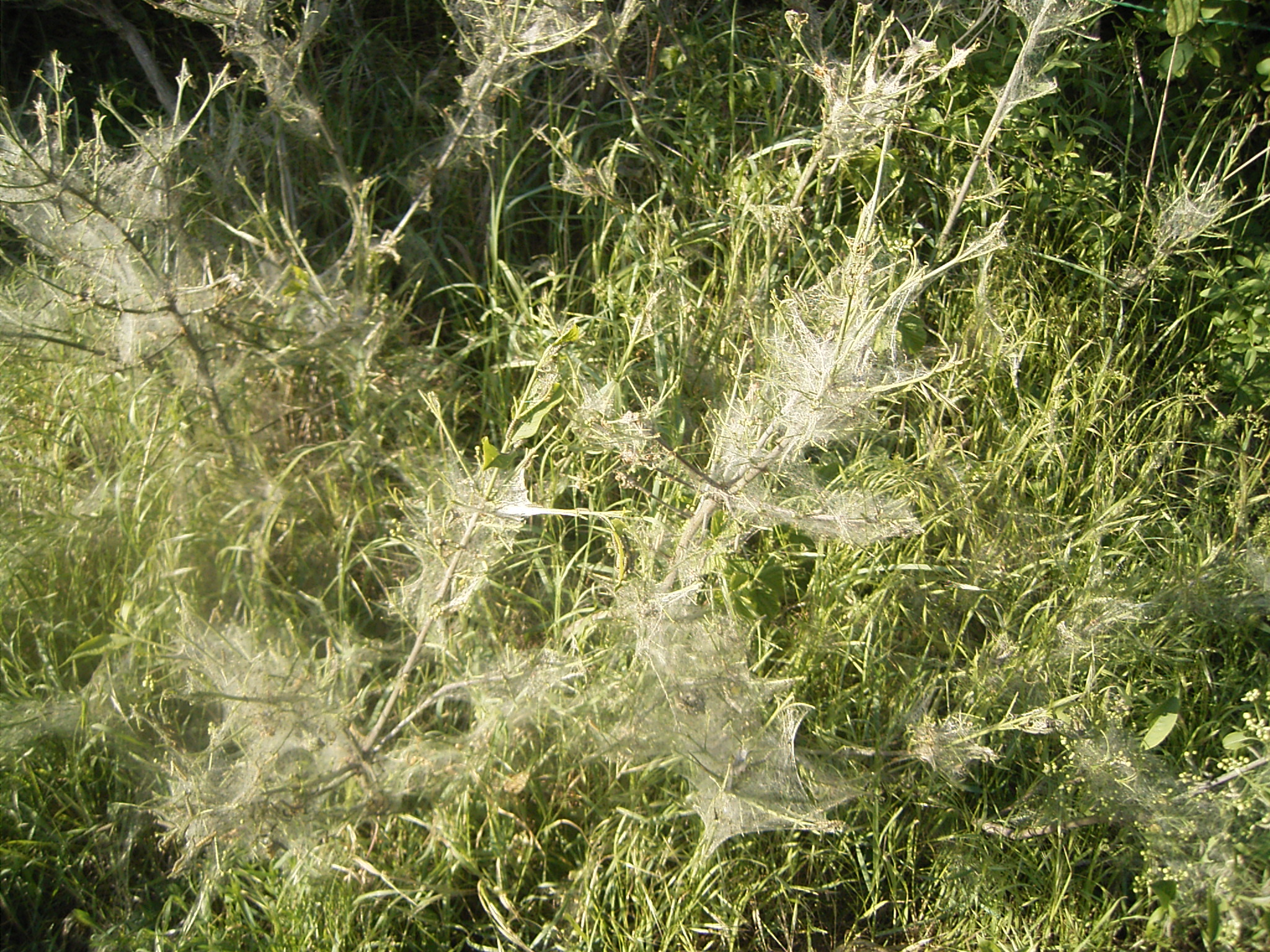
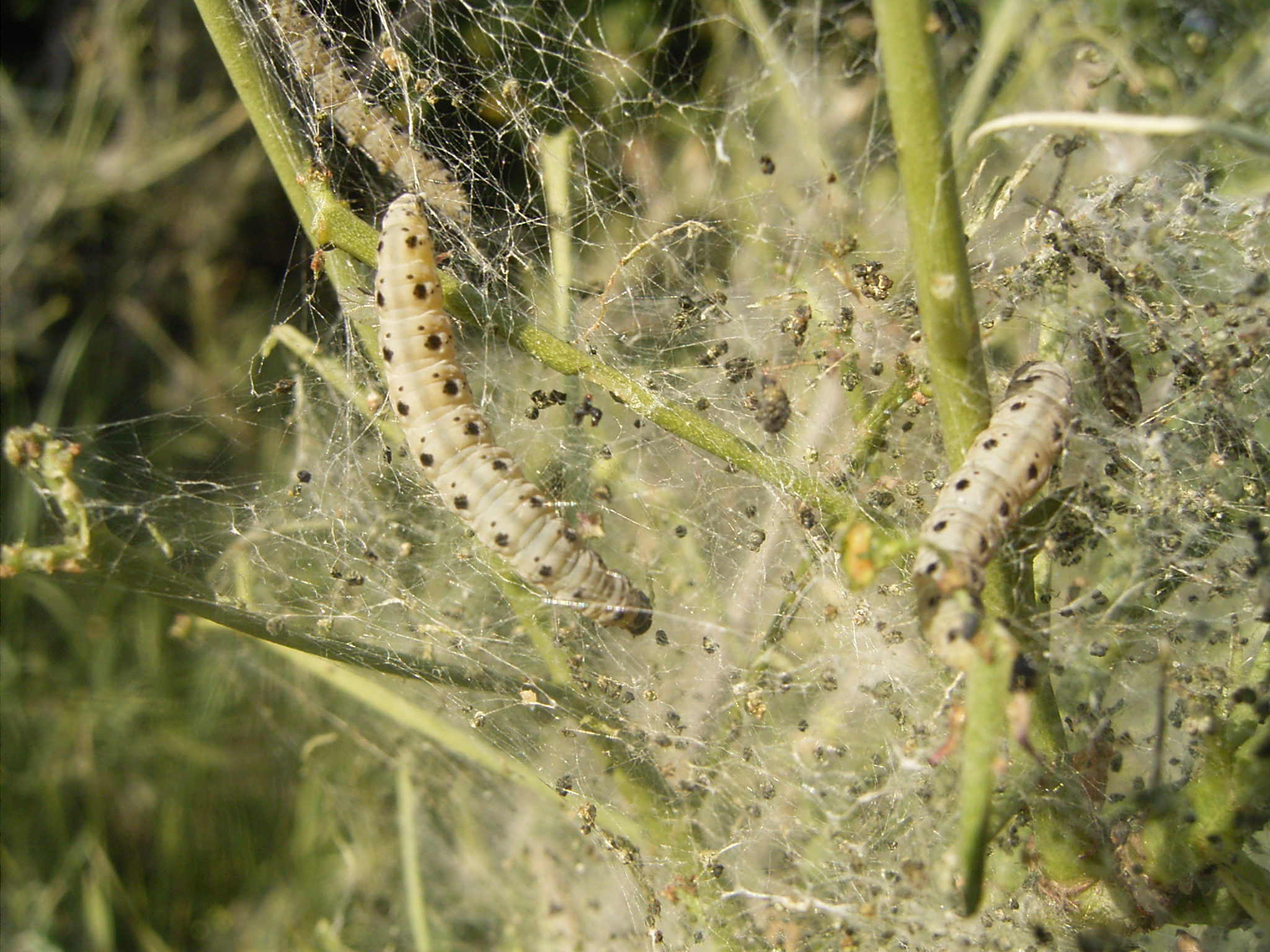
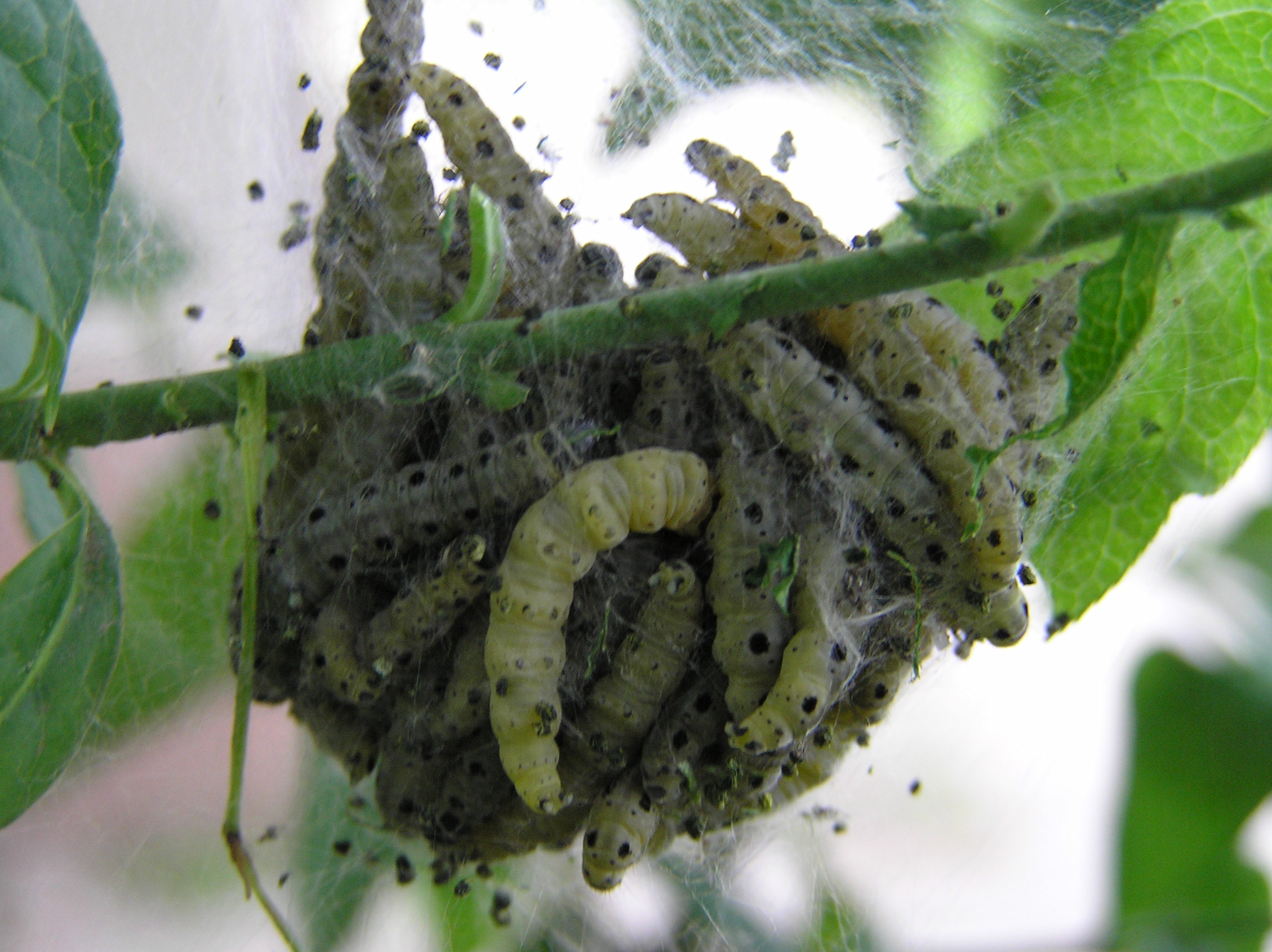